# Kizea-Kudrînețka, Camenița
Kizea-Kudrînețka (în ucraineană Кізя-Кудринецька) este un sat în comuna Slobidka-Rîhtivska din raionul Camenița, regiunea Hmelnîțkîi, Ucraina.

## Demografie
Componența lingvistică a localității Kizea-Kudrînețka
     Ucraineană (98,21%)
     Alte limbi (1,8%)
Conform recensământului din 2001, majoritatea populației localității Kizea-Kudrînețka era vorbitoare de ucraineană (98,21%), existând în minoritate și vorbitori de alte limbi.